# Infierno, canto décimo

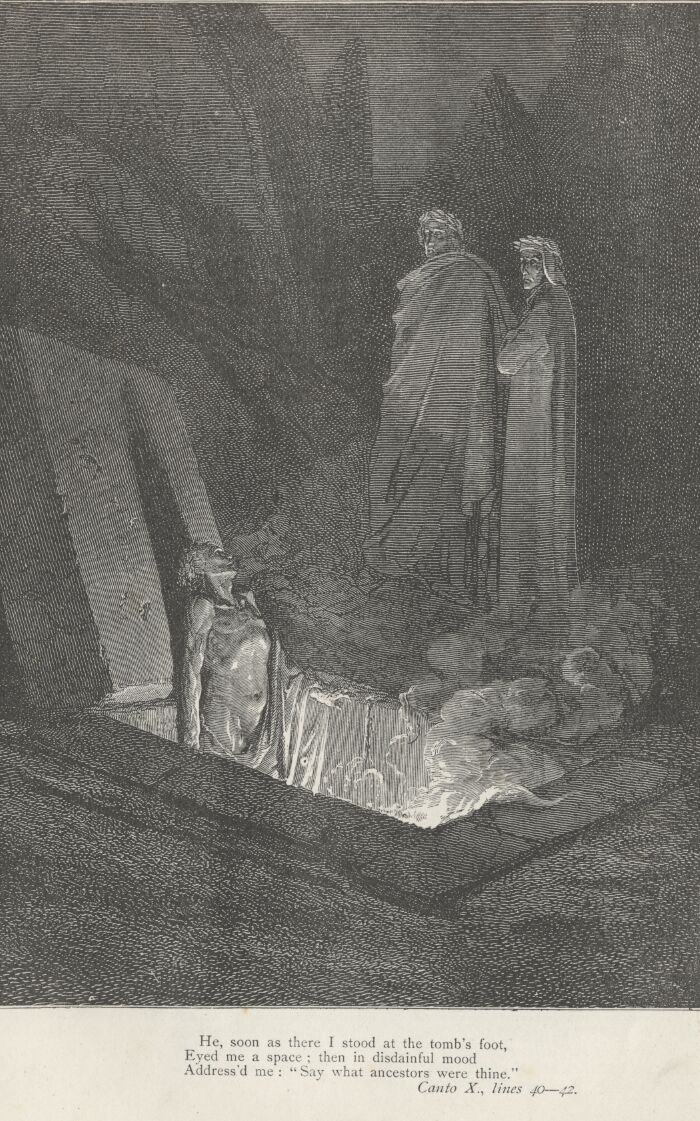
La aparición de Farinata degli Uberti, ilustración de Gustave Doré.

El canto décimo del Infierno de Dante Alighieri se sitúa en el sexto círculo, la ciudad de Dite, donde son castigados los herejes. Estamos en el alba del 9 de abril de 1300 (Sábado Santo), o según otros comentadores del 26 de marzo de 1300.

## Incipit
Canto decimo, ove tratta del sesto cerchio de l'inferno e de la pena de li eretici, e in forma d'indovinare in persona di messer Farinata predice molte cose e di quelle che avvennero a Dante, e solve una questione.

## Análisis del canto

### Los epicúreos - versos 1-21
En el canto precedente la llegada del mensajero de Dios había abierto la puerta a la ciudad de Dite a los dos viajeros. Detrás del portón abierto por la vara del ángel, se ofrecía una imagen cruda al poeta: una multitud de sepulcros, algunos con llamas y de los cuales salían horribles lamentos. Dante ya intuye que aquí son castigados quienes "el alma con el cuerpo morir hacen" (v. 15), es decir los que no creen en la inmortalidad del alma, estos son los epicúreos o los ateos. Aunque Virgilio ya había hablado en el anterior canto de todas las herejías, aquí se encuentran solo los herejes epicúreos, quienes no creyeron en la vida ultraterrena y por eso ahora son los muertos de entre los muertos; además no pueden ver el presente o el pasado, solo el futuro. Esto se puede entender más adelante cuando Cavalcante dei Cavalcanti pedirá a Dante sobre su hijo Guido. Los epicúreos aparecen en el reino de la muerte pese a que en vida defendieron que si uno vive, no existe la muerte; y donde existe la muerte, no está la vida individual de nadie. Dante, pasando entre los muros de Dite y las tumbas abiertas pregunta:

La gente que en los sepulcros yace
¿podráse ver? Ya están alzadas
todas las losas, y no hay quien guarde.

Dante habla en general, aunque en realidad quiere ver un alma en particular, la de Farinata degli Uberti, como ya expresó a Ciacco en el canto VI. Virgilio toma al instante su alusión, y mientras tanto explica como estos sepulcros serán sellados solo después del Juicio Final (probablemente porque estará completa la cantidad de condenados que tendrán que entrar) y dice que esta parte del cementerio está dedicada a los epicúreos. Después vuelve sobre la pregunta de Dante y le dice que su deseo será prontamente cumplido, también en la parte que no dijo (es decir en encontrar a Farinata).

### Farinata degli Uberti - vv. 22-51

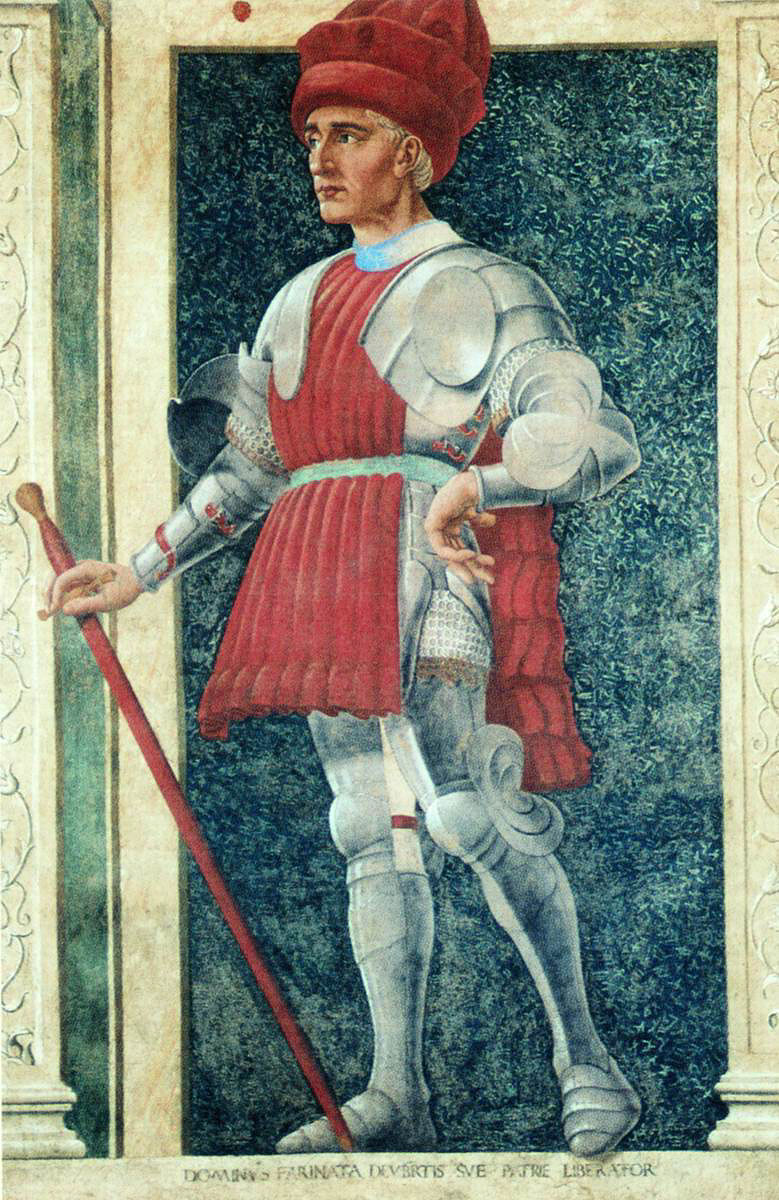
Farinata degli Uberti, serie degli uomini illustri, Andrea del Castagno (fresco hoy en depósito en la galería de Uffizi).

Apenas terminadas las palabras del poeta se eleva un improvisa voz que pregunta: "¡Oh Toscano, que por la ciudad del fuego transcurres vivo hablando honestamente, plúgate detenerte aquí en este sitio. Por tu forma de hablar es claro y manifiesto que en aquella noble patria habéis nacido, a la cual tal vez fui asaz molesto" (perífrasis vv. 23-27)
Dante se da vuelta hacia la tumba de donde provino la voz, pero sin alejarse de Virgilio, quien lo anima: 

¡Vuélvete! ¿Qué haces?
Míralo a Farinata que allí erguido,
lo verás de la cintura arriba entero.

Aparece entonces este espíritu que se alza de una tumba, del cual Dante nota inmediatamente el orgullo inherente del condenado: la espalda erguida y la frente en alto como si tuviese un gran desprecio por el Infierno ("como teniendo al Infierno en gran desprecio"). El encuentro es con un gran personaje y Virgilio recomienda usar palabras "claras": el diálogo será de hecho uno de los más teatrales de la Divina Comedia.

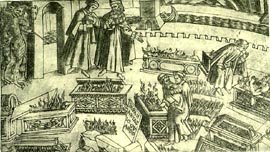
Baccio Baldini, Dante y Virgilio van entre las tumbas de los epicúreos.

Farinata degli Uberti fue el líder gibelino más importante de Florencia en el siglo XIII. Derrotó a los güelfos en 1248 y, tras la muerte de Federico II y el retorno de los güelfos, fue obligado a exiliarse. Acogido en Siena por otras familias gibelinas reorganizó las fuerzas de su facción y, con el apoyo de las tropas de Manfredo de Sicilia, derrotó duramente a las fuerzas güelfos en la Batalla de Montaperti el 4 de septiembre de 1260. Entonces los líderes gibelinos se reunieron en Empoli y se decidió arrasar Florencia: fue Farinata quien bochó la iniciativa, y así volvió triunfante a la ciudad, donde murió en 1264. Solo dos años después, con la Batalla de Benevento los güelfos la retomaron definitivamente, echando a todas las familias gibelinas. Muchos volvieron gradualmente, tras cambiar de credo político, pero los Uberti sufrieron un duro golpe: condenado como hereje casi veinte años después de su muerte, sus huesos fueron exhumados de la iglesia de Santa Reparata y tiradas en el Arno, mientras que sus bienes fueron confiscados a sus descendientes. Dos de sus hijos fueron decapitados en la plaza, un primo fue asesinado a garrotazos, fueron también procesados otros tres hijos, dos sobrinos, y la viuda Adaletta: todos condenados a la hoguera. Dante estuvo presente en la exhumación, que le debe haber dejado una impresión muy fuerte.
Farinata para Dante es en cambio magnánimo, un espíritu grande a pesar de los hechos a los cuales asistió cuando tenía 18 años. Fue gracias a su elegía de Farinata (a pesar de estar condenado en el Infierno) que se reivindicó su memoria, tanto que fue considerado entre los florentinos ilustres en el ciclo de frescos de Andrea del Castagno, lo mismo que en las estatuas que adornan la plaza de los Uffizi. En efecto, el autor expresa respeto por Farinata a pesar de que era su rival político, respeto que deriva del grande amor que Farinata siente por la noble patria Florencia. Como teniendo al Infierno en gran desprecio, es un verso famoso que nos hace entender que Farinata no sufre por la pena infernal a la cual está condenado sino sobre todo por el hecho que los florentinos no lo hayan reconocido como única persona que salvó a Florencia de la destrucción.
El retrato que hace Dante es de una persona orgullosa y austera, por momentos soberbia, a pesar de que aparecen sus límites humanos, sus lamentos ("a la cual tal vez fui asaz molesto"...). Dante aprecia a Farinata porque en su lado virtuoso es un modelo suyo:
1. Tiene el coraje y coherencia política;
2. Es un perseguido político como él;
3. Es un gibelino, y Dante se aproximará cada vez más a esta ideología, tanto que Ugo Foscolo lo llamó el "gibelino que escapa";
4. Farinata ama a su ciudad antes que todo y (lo dirá dentro de poco) fue el único que después de la Batalla de Montaperti se obstinó contra la destrucción de la ciudad (también Dante combatiente con Enrique VII, llamado por él Arrigo, rechazó tomar las armas contra su ciudad que estaba siendo asediada).

En lo que Dante no coincide es en el plano religioso y en parte en el militar (es como si le reprochase "que dejó al Arbia teñido de rojo", es decir de haber hecho una masacre en Montaperti). Igualmente el poeta menciona continuamente particulares físicos de Farinata que sirven a hacer también un retrato de la elevada moral.
El verdadero diálogo empieza en el verso 42: Farinata mira Dante un poco "indignado" porque no lo reconoce (él nació un año después de la muerte de Farinata), y su primera pregunta es: "¿Quienes fueron tus antepasados?". Dante le responde (sin aburrir al lector con la historia de los Alighieri), y entonces Farinata, levantando las cejas responde que la familia de Dante (de güelfos) fue una asidua rival suya, de sus antepasados y de su partido ("Ferozmente adversos fueron / a mi, a mis padres y a mi partido", vv. 46-47), pero él supo expulsarlos por dos veces venciéndolos en el 1251 y en el 1267.
Dante responde inmediatamente: "Si los echaste, ellos volvieron las dos veces, cosa que los tuyos (los gibelinos) no supieron hacer" (perífrasis vv. 49-51).

### Aparición de Calvalcante dei Cavalcanti - vv. 52-72

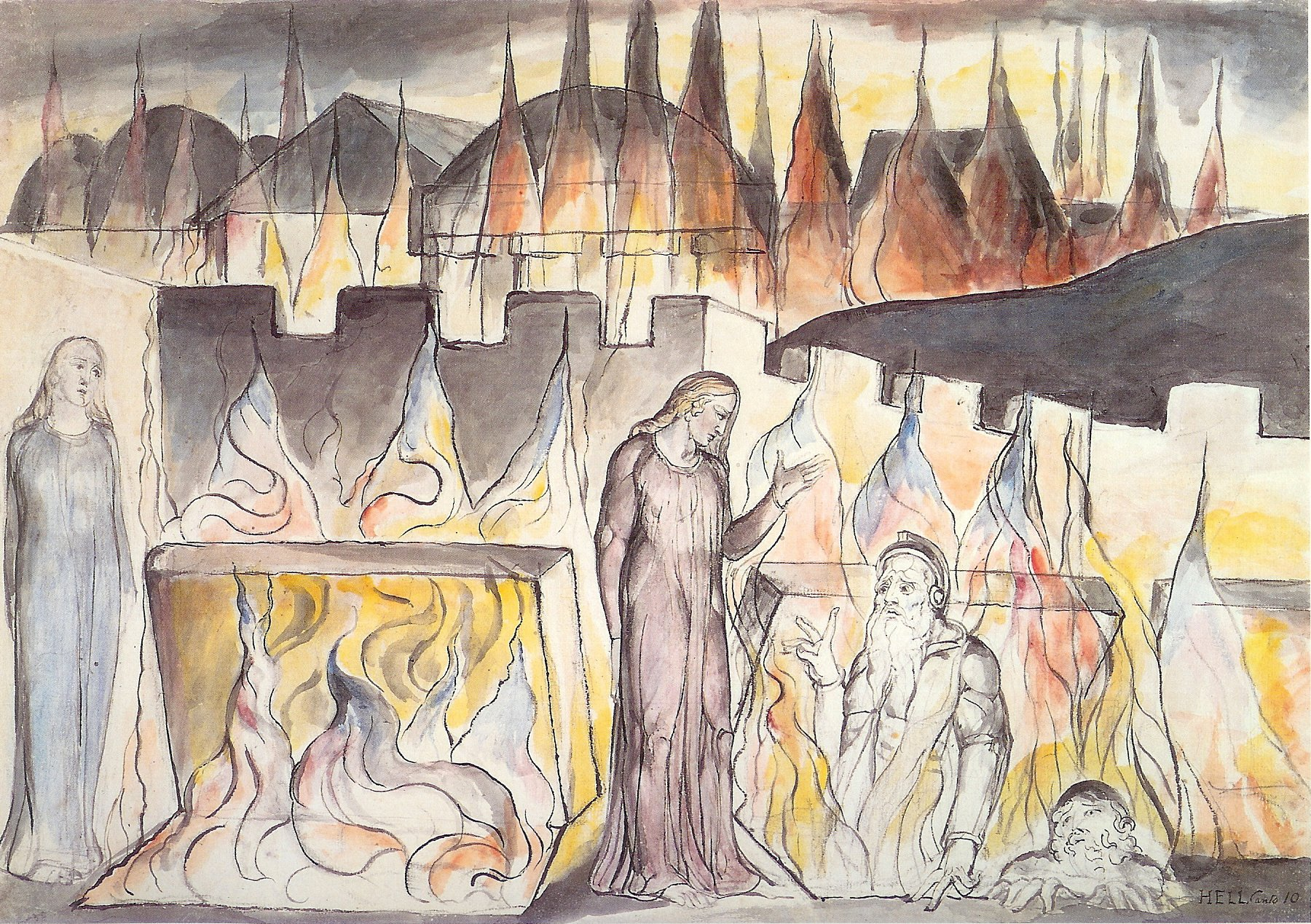
Farinata y Calvalcante con Dante y Virgilio, ilustración de William Blake.

Justo cuando Dante responde cortésmente a Farinata recordándole que él y sus aliados fueron exiliados, aparece de improviso en la escena una nueva figura, Cavalcante dei Cavalcanti padre de Guido Cavalcanti, uno de los representantes más destacados del Dolce stil novo e íntimo amigo de Dante. Él es güelfo, por lo tanto se ve que Dante no considera herejes solo a los gibelinos, como hacían los inquisidores sin escrúpulos en tiempos de persecución política.
De Cavalcante solo es visible la cabeza ("creo que de rodillas se alzaba", v. 54), al contrario del orgulloso compañero de suplicio, y mira alrededor, como buscando a alguien y no encontrándolo: 

llorando dijo: "Si vas por esta ciega
prisión por gracia de alto ingenio,
mi hijo ¿Dónde está? ¿Y porqué no va contigo?"
vv. 58-60

Es decir, Cavalcante pregunta porqué Dante tuvo el privilegio del viaje ultraterreno por méritos de la inteligencia y su hijo Guido no. Y Dante responde en el siguiente:

Y yo a él: "Por mi solo no vengo;
aquel, que allá espera, llévame por aquí;
a quien tal vez tu Guido tuvo en desprecio."

Dice que no está solo (está Virgilio) y que además quizás Guido rechazó quizás una figura. No se entiende bien qué quiso decir Dante con esta figura: la versión más simple indica que Guido no amo la razón, simbolizada por Virgilio, pero no explica coherentemente la cuestión. Podría significar a Beatriz, la teología, la mujer que transmutó en "Amor Dei" el amor que había encendido en el joven Dante, que movió Virgilio. O podría significar Dios, el cual nunca es nombrado directamente en el Infierno, solo con pronombres. Se nota por lo tanto un motivo filosófico por el cual Dante no esté de acuerdo con Cavalcanti.
Quizás la versión más coherente es aquella que indica a Beatriz, porque en su juventud tanto el poeta como su amigo Guido habían quedado fascinados por el amor que impregnaba el dolce stil novo, pero la muerte había consagrado a Beatriz a un severo proyecto de salvación a Dante, y el intocable objeto de deseo se había transformado en un instrumento operativo de la gracia. En este modo los itinerarios intelectuales de los dos amigos se habían separado irreparablemente. El horizonte especulativo del pensamiento de Guido había quedado basado al animismo de Epicuro y al "Aristotelismo radical" de los averroistas para los cuales el amor, hijo de los sentidos, era fuente de impulsos irracionales y agonía de los deseos.
Pero hay un punto en la respuesta da Dante que llama la atención de Cavalcante, es que el poeta use el verbo "tuvo":

¿Cómo
dijiste? ¿Tuvo? ¿Es que no vive todavía?
vv. 67-68

Cavalcante piensa que su hijo está muerto (en realidad, en los tiempos del viaje imaginario, abril del 1300, él estaba todavía vivo, si bien murió algunos meses después, en agosto del mismo año) y visto que Dante vacila en la respuesta, cae supino en la tumba y desaparece de la escena por la desesperación.
El episodio de Cavalcante sirvió para mostrar a un güelfo entre los herejes, pero también para dar una señal a la explicación sobre las capacidades proféticas de los condenados que serán explicadas más adelante en el Canto.

### Retomo del coloquio con Farinata y su profecía - vv. 73-93
| Ma quell' altro magnanimo, a cui posta restato m'era, non mutò aspetto, né mosse collo, né piegò sua costa; [...] e disse [...] "Ma non cinquanta volte fia raccesa la faccia de la donna che qui regge, che tu saprai quanto quell' arte pesa." | Mas aquel otro magnánimo, a cuyo lado me había quedado, no mudó de aspecto, no movió el cuello, no inclinó el cuerpo; [...] y dijo [...] "Mas no será cincuenta veces alumbrado el rostro de la mujer que aquí reina, que tú sabrás cuánto aquel arte pesa." |

En la completa ausencia de coralidad entre las almas condenadas Farinata continua a hablar como si la aparición de Cavalcanti nunca hubiese sucedido, como queriendo expresar su superioridad.
Entonces Farinata retoma exactamente desde donde había dejado el discurso: "Si aquel arte, dijo, mal aprendido, guardan (los gibelinos), eso más me atormenta que este lecho." (perífrasis vv. 77-78)
En la tercina sucesiva es expuesta la segunda profecía que anticipa el exilio a Dante personaje. Farinata, con sus poderes proféticos comunes a todas las almas de la prisión eterna advierte que no habrán pasado cincuenta lunas llenas que también Dante descubrirá cuanto es duro el arte de volver a la patria. ("El rostro de la mujer que aquí reina" es decir Proserpina, en el mito antiguo esposa de Plutón y figura de la Luna).
Dante cae en el silencio y Farinata en tanto sigue preguntando porqué los florentinos sean así duros con los Uberti, su familia. Dante responde que se debe a la masacre de Montaperti, que "dejó al Arbia teñido de rojo" (v. 86). Farinata suspira adolorido, pero explica que él no fue el único responsable de la batalla y que aquello estaba causado por un objetivo bien preciso. Pero enfatiza como en cambio solo él fue el defensor de Florencia de la destrucción, cuando se propuso de arrasarla después de la consulta de Empoli entre el rey Manfredo de Sicilia y los líderes gibelinos.

### Los límites de las previsiones de los condenados - vv. 94-120

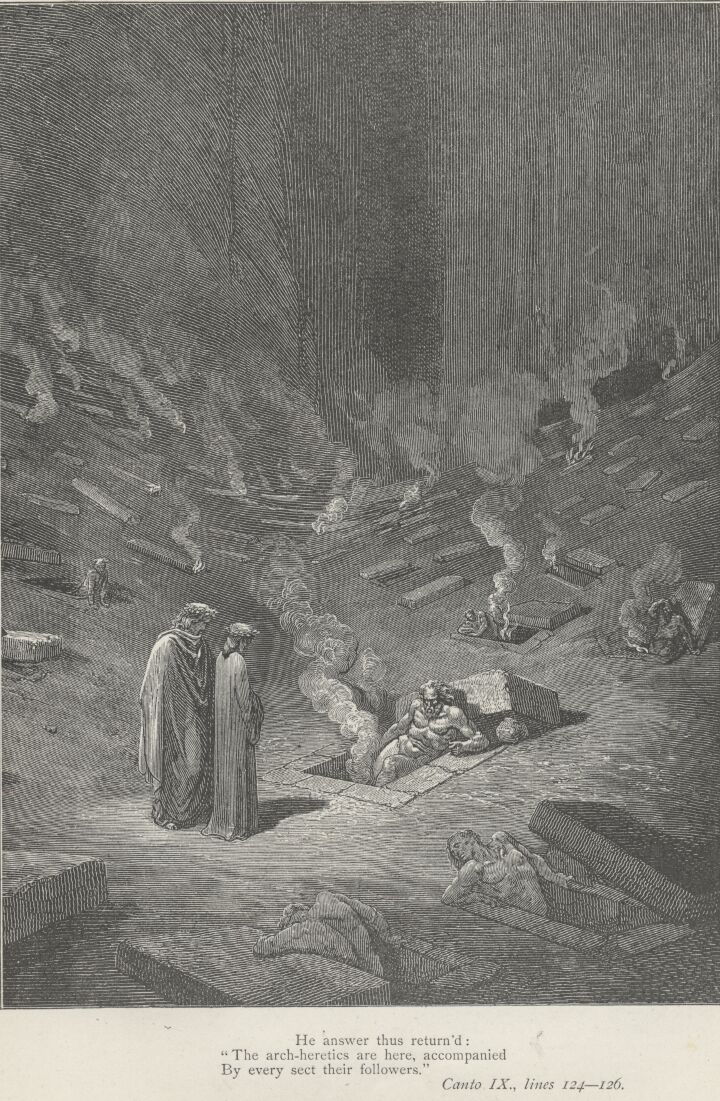
Diálogo con Farinata, ilustración de Gustave Doré

El coloquio político entre Dante y Farinata concluye, pero Dante no logró hacerse un idea completa y necesita a Farinata porque no tiene claro si él ve en el presente como ve en el futuro. El último pasaje fundamental de este canto se debe por lo tanto al hecho de que varias veces recibe Dante profecías de su destino y de Italia de los condenados, pero más seguido se verá pedir a las almas infernales sobre qué sucede en el reino de los vivos.
Y Farinata así responde (vv.100-105):
| "Noi veggiam, come quel c'ha mala luce, le cose", disse, "che ne son lontano; cotanto ancor ne splende il sommo duce. Quando s'apprestano o son, tutto è vano nostro intelletto; e s'altri non ci apporta, nulla sapem di vostro stato umano." | "Vemos nosotros como el que tiene poca luz, las cosas", dijo, que están lejanas; como tanto aún nos alumbra el sumo Jefe; cuando se aproximan o son, es todo vano nuestro intelecto; y si nadie nos ilustra, nada sabemos de vuestro estado humano." |

Dato significativo es que la capacidad adivinatoria de los condenados venga ilustrada en este canto. Farinata cierra el discurso advirtiendo que cuando vendrá el reino de Dios, presente, futuro y pasado coincidirán y toda la conciencia de los condenados desaparecerá al instante.
Es interesante notar que esta capacidad de previsión, válida para todos los condenados (de hecho nos lo muestran Ciacco, goloso, Farinata, epicúreo, y Vanni Fucci, ladrón) deriva del contrapaso de un pecado común a todos los condenados: el haber pensado solo al presente, y nunca a la vida en el ultratumba, futura.
Dante, resuelta la cuestión sobre la cual estaba impaciente cuando Cavalcanti le pide de la suerte del hijo, pide a Farinata de advertirle al compañero de tumba que Guido, todavía vivo, camina sobre la tierra. Virgilio se prepara pasa seguir y Dante solo puede hacer una última pregunta fugaz sobre quienes son los espíritus del sepulcro de Farinata. Él responde que son más de mil, entre los cuales Federico II, desencantado emperador conocido entre los güelfos como el Anticristo, y el Cardinal, es decir Ottaviano degli Ubaldini, un hombre de iglesia que en la Iglesia poco creía según antiguos cronistas.

### Pérdida de Dante - vv. 121-136
Farinata desaparece y Dante retoma el viaje con Virgilio, pero es turbado por la profecía que escuchó. Virgilio pide explicaciones y lo consuela diciendo que debe acordarse de la profecía, pero que cuando estará delante a la dulce luz de aquella que todo lo ve, es decir Beatriz, podrá saber todo el curso de su vida. Los dos poetas se alejan de los muros y cortan a través del círculo por un camino que baja hasta el borde del siguiente círculo, del cual ya se siente un fuerte hedor.